# Араго (марсіанський кратер)
Араго (англ. і фр. Arago) — кратер у квадранглі Arabia на Марсі, розташований на 10.22° північної широти й 29.93° східної довготи на самій півночі Terra Sabaea. Діаметр ≈ 152 км. Його названо 1973 року на честь французького астронома Франсуа Араго. Більша частина кратера плоска.

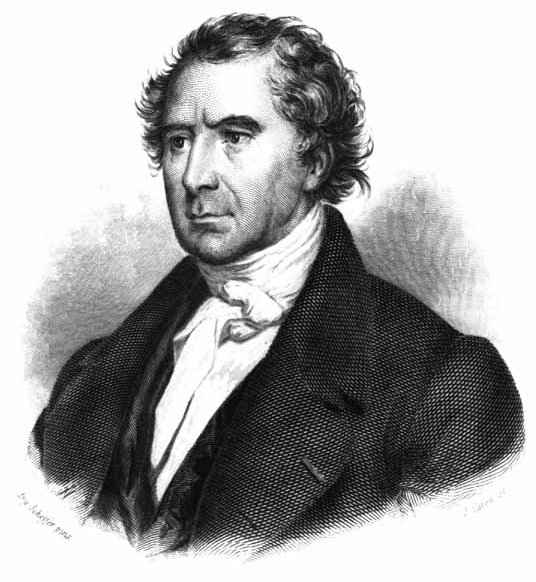
Франсуа Араго
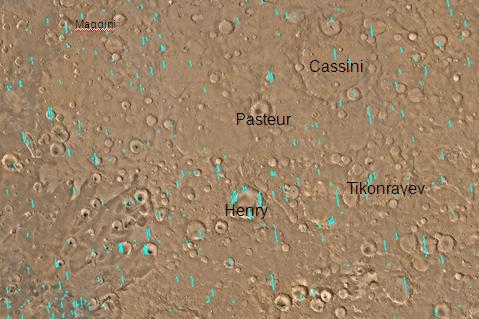
Мапа квадранглу Arabia